# David Mayo
David Mayo (St. Helens, 23 giugno 1992) è un ex giocatore di football americano statunitense che militato nel ruolo di linebacker nella National Football League (NFL).

## Carriera

### Carolina Panthers
Dopo avere giocato al college a football alla Texas State University, Mayo fu scelto nel corso del quinto giro (169º assoluto) del Draft NFL 2015 dai Carolina Panthers. Debuttò come professionista subentrando nella gara del secondo turno contro gli Houston Texans mettendo a segno due tackle. La sua prima stagione regolare si chiuse con 9 placaggi in 12 presenze, nessuna delle quali come titolare.

### New York Giants
Nel 2019 Mayo firmò con i New York Giants. Il 17 marzo 2020 Ogbah rinnovò con un contratto triennale del valore di 8,4 milioni di dollari.

### Washington Football Team
Il 18 marzo 2021 Mayo firmò con il Washington Football Team.

## Palmarès

### Franchigia
- National Football Conference Championship: 1

Carolina Panthers: 2015

## Statistiche
| Partite totali      | 12 |
| Partite da titolare | 0  |
| Tackle              | 9  |
| Sack                | 0  |
| Intercetti          | 0  |

Statistiche aggiornate alla stagione 2015